# Gertrudis de la Fuente
Gertrudis de la Fuente Sánchez (Madri, 21 de agosto de 1921 – 23 de janeiro de 2017) foi uma pioneira em bioquímica na Espanha especializada em enzimologia, doutora em farmácia e professora de pesquisa no Conselho Superior de Pesquisas Científicas, foi encarregada de coordenar a comissão criada por o governo espanhol para a resolução do problema da síndrome do azeite tóxico (1981). Seu legado foi coletado em um curta-metragem lançado na primavera de 2016 sob o título de Gertrudis (a mulher que não enterrou seus talentos).

## Biografía
Nasceu em Madri em 1921 e era filha de engenheiro ferroviário de tendências políticas liberais. Aos seis anos de idade, mudou-se com a família para uma cidade ferroviária localizada em Arroyo de Malpartida, Cáceres, onde completou seus estudos primários em uma área rural, onde as mulheres não estavam acostumadas a ser educadas além da escola primária ou secundária. Isso significava que ela não poderia chegar ao bacharelado até que seu pai se aposentasse e se mudassem para a capital. Se destacou muito rápido, demonstrando uma grande paixão pela geometria.

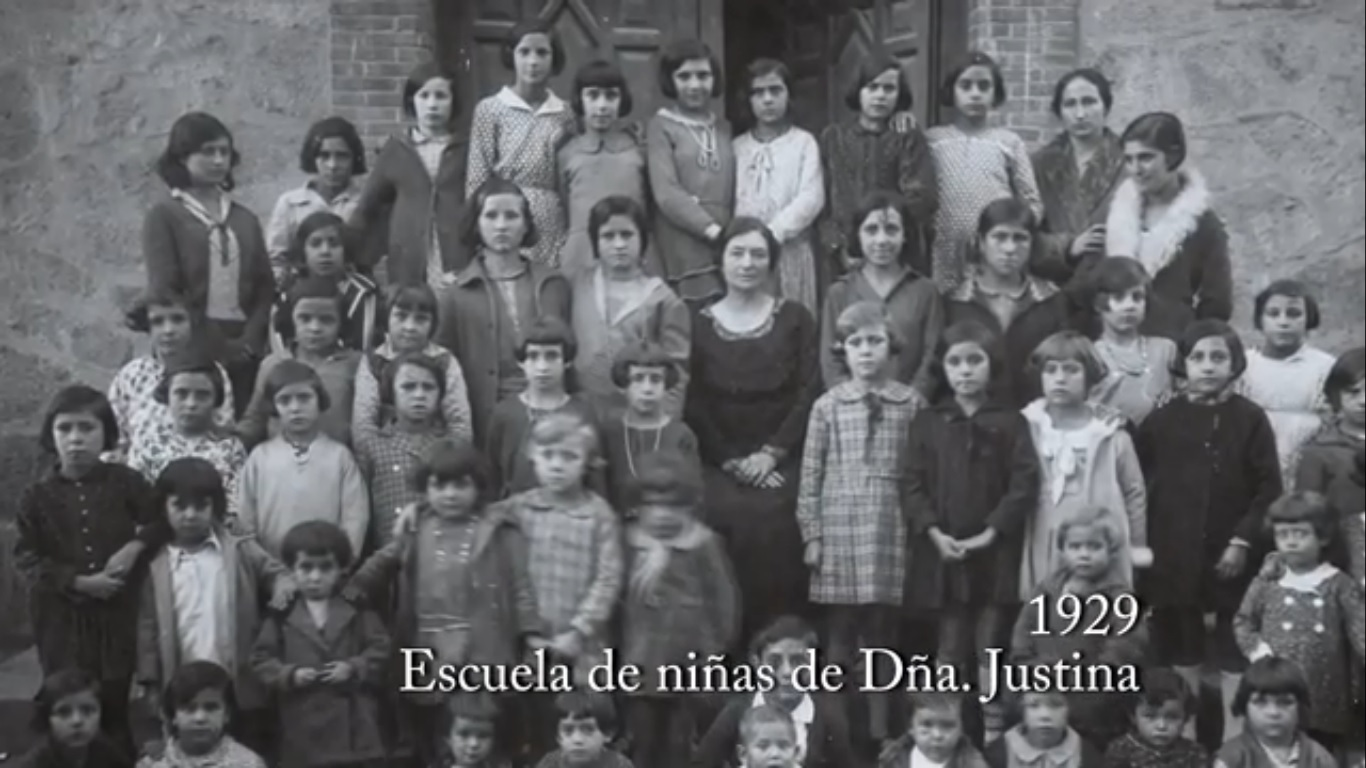
Escola Gertrudis

Logo depois, frequentou as aulas ministradas aos homens, sendo a única menina a participar, com matérias mais complexas. Naquela época, as mulheres recebiam apenas uma educação básica. 
Quando seu pai se aposentou em 1935, a família retornou a Madri, onde Gertrudis começou o bacharelado. Ela teve que interromper seus estudos no início da Guerra Civil Espanhola. Em 1942 ela terminou o ensino médio, aproximadamente sete anos atrás de seus colegas de classe. Após terminar o ensino médio, estudou Ciências Químicas na Universidade Complutense de Madri, onde se formou em 1948. Enquanto fazia seus estudos universitários em química cursou, sem estar matriculada, em aulas pertencentes à carreira de Ciências Físicas, devido a seu bom relacionamento com os professores que ministraram as aulas. 
Ela começou sua carreira de pesquisadora trabalhando de graça na Faculdade de Farmácia com Santos Ruiz, o único professor de bioquímica que estava na época na Espanha. Ao mesmo tempo, ela ensinou ciência em uma escola primária e, portanto, ganhou seu primeiro salário. Em 1950, ela obteve uma bolsa de estudos que lhe permitiu iniciar sua tese de doutorado que ela finalmente leu em 1954. Antes de finalizar, ela conheceu Alberto Sols, com quem realizou numerosas investigações e com quem escreveu artigos, entre outros, para a prestigiosa revista Nature.
Em 1956, obteve por oposição a posição de colaboradora no CSIC; em 1960 o lugar de pesquisadora e em 1962 o de professora de investigação. Mais tarde, foi nomeada ad honorem professora na Faculdade de Medicina da recém-criada Universidade Autónoma de Madrid. Além de ser pioneira na pesquisa bioquímica na Espanha, também foi uma força motriz para que esta disciplina fosse integrada aos currículos médicos, já que muitas pesquisas (muitas realizadas por ela) concluíram que as enzimas tinham um papel determinante no diagnóstico de certas patologias.
Em 1981, ela foi designada para coordenar a investigação da síndrome tóxica do óleo de colza, sendo um ano depois presidente da Comissão Consultiva de Toxicologia. Ela continuou dirigindo teses e ensinando até sua aposentadoria aos 70 anos.
Em 2018 foi incluída na Tabela Periódica dos Cientistas para comemorar o Ano Internacional da Tabela Periódica de Elementos Químicos, quando o 150º aniversário da publicação de Mendeléyev é celebrado em 2019.

## Investigações

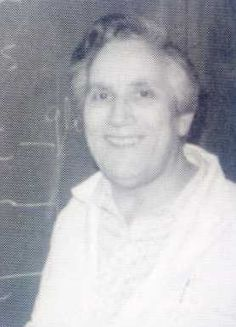
Dr. Gertrudis de la Fuente en 1981

Gertrudis de la Fuente é conhecida principalmente por seu trabalho mais importante como coordenadora da comissão encomendada pelo governo para a investigação da doença de colza, embora não tenha sido a única investigação que realizou durante sua carreira. Ela também realizou vários projetos sobre enzimologia, patologia molecular e metabolismo do açúcar.

### Síndrome Tóxica
A doença de Colza foi um enorme envenenamento sofrido na Espanha em 1981. Causada pela desnaturação do óleo de colza para fins industriais que acabou no mercado para consumo humano, a síndrome afetou mais de 20 mil pessoas, deixando mais de 1.100 vítimas mortais.
A investigação que elucidou o que causou a síndrome durou aproximadamente 40 dias. Durante este período, um grande número de hipóteses foi levado em conta, deixando como válido o óleo de colza da França para fins industriais (vídeo []).